# Петронелюв
Петронелюв (пол. Petronelów) — село в Польщі, у гміні Бучек Ласького повіту Лодзинського воєводства.
Населення — 128 осіб (2011).
У 1975-1998 роках село належало до Серадзького воєводства.

## Демографія
Демографічна структура станом на 31 березня 2011 року:
|          | Загалом | Допрацездатний вік | Працездатний вік | Постпрацездатний вік |
| -------- | ------- | ------------------ | ---------------- | -------------------- |
| Чоловіки | 69      | 17                 | 49               | 3                    |
| Жінки    | 59      | 14                 | 32               | 13                   |
| Разом    | 128     | 31                 | 81               | 16                   |